# البوحيرة
البوحيرة (2.870 نسمة :إحصاء 1998) هي قرية موجودة في بلدية عين أرنات، الكائنة بدائرة عين أرنات، بولاية سطيف الجزائرية

، والتي تقع غرب مدينة سطيف، تتقاطع بها ثلاثة طرق ولائية : الطريق الولائي رقم 39 الذي يربطها بعين مسعود والطريق الولائي رقم 14 الذي يربط عين ارنات بعين عباسة والطريق الولائي رقم 140 الذي يربطها بالعناصر، تضم متوسطة يدرس فيها تلاميذ كل من قريتي عين مسعود والبحيرة.

## النشأة
تعود نشأة البلدة إلى سنة 1854 عندما قررت الشركة السويسرية إنشاء أربعة مستوطنات بمنطقة سطيف وهي إضافة للبوحيرة عين ارنات، عين مسعود والموان.
كانت تدعى في القديم باسم لاكولوني la colonie (بالعربية : المستوطنة) نسبة إلى المستعمر الفرنسي.

## الموقع
تقع قرية البوحيرة شمال غرب مدينة عين ارنات على مسافة 5كم.
احدايثات الموقع الجغرافي: 36.217613, 5.279861
البوحيرة أيضا من القرى الصغيرة

## مقالات ذات صلة
- شركة جنيف للمستوطنات السويسرية